# 영동 덕수이씨 육세팔효정문
영동 덕수이씨 육세팔효정문(永同 德水李氏 六世八孝旌門)는 충청북도 영동군 양산면 원당리에 있는 조선시대의 정문(旌門)이다. 1999년 9월 15일 충청북도의 기념물 제109호로 지정되었다.

## 개요
정문(旌門)이란 충신·효자·열녀들을 표창하기 위해 마을 입구나 집 문앞에 세우던 붉은 문을 말한다.
이 정문은 조선 선조(재위 1576∼1608)대부터 영조(재위 1724∼1776)대까지 덕수이씨 가문의 6인의 효자와 2인의 효부에 대한 효행을 기리기 위해 영조 40년(1764)에 세운 정문이다. 이곳에서 받들고 있는 6인 효자는 이학수, 이탱, 이만춘, 이채, 이복초, 이종철이고 2인의 효부는 복초의 처인 장씨와 종철의 처인 김씨이다.
정문의 규모는 정면 5칸·측면 1칸으로, 지붕선이 옆에서 볼 때 사람 인(人)자 모양의 단순한 맞배지붕이다.

## 참고 자료
- 영동 덕수이씨 육세팔효정문 - 국가유산청 국가유산포털